# ライフ・オブ・ブライアン
『ライフ・オブ・ブライアン』（Monty Python's Life of Brian）は、モンティ・パイソンによる1979年公開のイギリス映画。内容はグレアム・チャップマンが演じるブライアンの人生を描いており、彼は偶然にもイエス・キリストと同じ時代を生きたという設定になっている。
「聖書」をテーマにした作品のため、宗教団体を中心に世界中から批判を受け、上映禁止の地域も多数現れた。興行的には成功を収め、特に終盤に歌われる曲「Always Look on the Bright Side of Life」は、現在までイギリスの代表的なポピュラーソングとして親しまれている。

## あらすじ
西暦33年のエルサレム。ローマ帝国の圧政の中、イエス・キリストと同じ日に隣の家で生まれ、東方の三賢者に救世主と間違えられそうになったユダヤ人の青年ブライアン（グレアム・チャップマン）は、口うるさい母親マンディ（テリー・ジョーンズ）と共に生活していた。
ある日、ブライアンは母親から、自分の父がユダヤ人ではなくローマ兵であることを告げられる。怒った彼はローマ人に復讐をするべく、レッジ（ジョン・クリーズ）率いる過激派集団「ユダヤ解放戦線」に加入する。しかし、ローマ帝国の総督ピラト（マイケル・ペイリン）の妻の誘拐計画が失敗、ただ一人ブライアンだけが生き残る。脱走した彼は、危険人物のレッテルを貼られ、逃げ惑うはめになる。
追い詰められたブライアンは、ローマ兵の目をごまかすために、教祖のふりをして説教をする。ローマ兵はごまかせたものの、民衆はブライアンのことを救世主だと勘違い。ブライアンは救世主であることを必死で否定するが、どんどん信者は増える一方で、どこまでもブライアンについてくる。「解放戦線」のメンバー、ジュディス（スー・ジョーンズ＝デイビス）と一夜を過ごしたのち、起きてみると外には大群衆が待ち受けていた。追い返そうとして何を言っても、群衆はてこでも動かない。
そうこうしているうちに捕まってしまったブライアンは、磔刑に処せられる。「解放戦線」のメンバーや、ジュディス、ついには母親にまで見捨てられたブライアンは絶望する。そこで、磔にされていた1人（エリック・アイドル）が「元気出せよ」とエンディング曲「Always Look on the Bright Side of Life」を歌いだすと、それに導かれ磔にされている全員が合唱を始める。

## 制作の背景
この作品のアイデアが出たのは、1976年、『ホーリー・グレイル』のプロモーション活動中のことである。次の映画についての質問に対し、エリック・アイドルは思いつきで『イエス・キリスト：栄光への欲望』と答えた。そのアイデアを気に入ったパイソンズは、イエス・キリストの人生をもとにした作品の構想を練り始める。イエス・キリスト本人をパロディー化することは不可能だと悟ったパイソンズは、第三者的人物を主人公として据えることに決め、「ブライアン」なる人物像が出来上がった。もともとブライアンは13人目の使徒という設定で、キリストの起こす奇蹟をいつも偶然見逃してしまうという内容だったが、パイソンズは映画のテーマをキリスト教ではなく一般大衆に定め、人々の宗教に対する価値観と権威を笑いのターゲットとした。
彼らは脚本の第1稿を完成させるのに1年を費やした。脚本を煮詰めるためにパイソンズは知り合いと会うのを避け、バルバドスへ飛んだ。当時EMIの映画部門の責任者であったバリー・スプリンクルスはこの時にバルバドスに滞在しており、パイソンズがいることに興味を持った。パイソンズは完璧な脚本を書き上げ、スプリンクルスにEMIとの契約を頼んだ。スプリンクルスはロンドンに戻りパイソンのプロデューサーと契約、400万ドルの映画への出資が決定した。当時制作されたテレビ番組『ナザレのイエス』のセットがチュニジアに残っていることを知った彼らはそこをロケ地として、順調に撮影の準備が進み、1978年4月から撮影を開始する運びとなった。
しかし、脚本を読んだスプリンクルスの上役ロード・デルフトンが、突如映画への出資することは不可能と通告した。これは、当時メアリー・ホワイトハウスが雑誌『ゲイ・ニュース』に掲載された「ローマ兵が十字架にかかっているキリストを見て、同性愛に目覚める」という内容の詩を神への冒涜として編集者デニス・レモンを訴えた事件から、この映画が神への冒涜とみなされる可能性を恐れたものであった。これによりパイソンズは製作費を失ったが、ビートルズの元メンバーでエリックやペイリンの友人である、ジョージ・ハリスンとそのビジネス・パートナー、デニス・オブライエンの支援により、ハンドメイド・フィルムスが映画に400万ドルを出資することになった。
6か月後に映画製作は再開された。監督はテリー・ジョーンズにゆだねられ、テリー・ギリアムはプロダクション・デザイナーとしての役割を担った。ジョン・クリーズはブライアン役を熱望したが、他のメンバーは反対し、ブライアン役は『ホーリー・グレイル』でも主役を演じたグレアム・チャップマンに決定した。オリジナルの『ライフ・オブ・ブライアン』は2時間を超えるものになった。長すぎると認識したパイソンズは「羊飼い」や「総督の妻の誘拐」等のシーンをカットした。作品の中で重要な役割を担うシーン「オットー」もカットした。パイソンズは慎重に編集を繰り返し、映画が完成した。
『ゲイ・ニュース』に関する裁判もあり、この作品を非難する声もあったが、全英映像等級審査機構（BBFC）は1979年8月にノーカット版の放映を許可し、14歳以上のすべての人々が鑑賞可能なAAランクを設定、アメリカでも17歳以下は成人同伴の条件付きR指定で公開された。
パイソンズもある程度の批判は予測していたが、それは想像を超えるものであった。数々の宗教関係者がこれに反発、あらゆる手段を使って映画に反対した。カトリック団体は映画を激しく批判し、反対デモが絶えず行われた。アメリカ合衆国では聖書地帯の人々が激怒、数々の町の地域住民が映画を上映禁止に追いやった。一方、デモ活動による宣伝効果は非常に高く、賛否両論の地域では映画館への動員人数が増え続け、11月のロンドンプレミアでは利益さえもたらした。フェスティバル・オブ・ライトは地方自治団体個々に圧力をかけてBBFCの決定を撤回させようともちかけたが、前例のないことであり、打診に応じない地域が多数存在した。
ジョン・クリーズとマイケル・ペイリンはティム・ライスが初めて司会者となるBBCの討論番組に出演、すでに映画を鑑賞したサウスウォークの司教とマルコム・マーカレッジに強い批判を浴びせられた。ただ噛みついてくるだけの内容のない反対意見にクリーズとペイリンはあきれ果てたという。ティム・ライスはその論争に口をはさむこともできなかった。この非常に有名な討論はのちにローワン・アトキンソンがパロディー化し、2者の立場を逆転させたスケッチとして発表している。
映画はイギリスのサリー、ハートフォート、バークシャー、コーンウォール、ウェスト・ヨークシャーで公開されたが、他の地域では18歳未満の鑑賞を禁止する結果となった。中には映画館などないにもかかわらず中止を発表する地方まで現れた。のちにイギリスのテレビでも放送が禁止されるが、13年後、1992年の大晦日にようやく初放送が実現した。

## パイソンズ最大の問題作
『ライフ・オブ・ブライアン』は基本的に古典的な笑劇であり、テリー・ジョーンズ演じるブライアンの母親の次の台詞にそのことはうまく表されている。「私の息子はメシアなんかじゃないって言っているだろう。あんな言うこと聴かない愚かもんなんだから」。このブライアンの母親の台詞にも拘らず、この映画は様々な評価を受け、偽善的行為と宗教的狂信を含んだ喧騒としての組織された宗教への痛烈な批判とも、また「検閲されるに値する」宗教への冒涜だとも、または単にとても面白い映画だとも言われた。
この映画はまた、1970年代の左翼グループたちをこき下ろした、とも言われる。なぜなら映画では幾つもの派閥が、名目上はユダヤのローマ帝国による占領に対して同じように抗議しているが、実際にはお互いに運動の覇権を争っているからである。（例としては、「ユダヤ人人民戦線（Judean People's Front）」、「ユダヤの人民戦線（People's Front of Judea）」、「（メンバーが一人の）ユダヤの民衆戦線（Popular Front of Judea）」がある。）
またこの映画は、マイケル・ペイリンとグレアム・チャップマンが演じる言語障害のある人物の描写についても批判を受けた。しかしペイリンは、これはただ単に面白おかしさのためだけである、と主張した。事実、彼の父親は軽い言語障害があり、また彼自身「どもり障害に対する専門家の診察とセラピー」を提供するThe Michael Palin Centreへ彼の名前を冠した。しかし、多くの論議を呼んだのは、映画の中での冒涜の罪による「石投げの罰」のスケッチのようなものに代表される、映画の中の冒涜的と考えられた描写であった。
この映画の冒涜的とも見られる描写は、この映画に対する抗議を引き起こす結果となった。とくに映画が、磔刑に処せられている受刑者たちが口ずさむコミカルな歌「Always Look on the Bright Side of Life」（意：人生の輝かしい面を見ようよ）で締めくくられる事について抗議が集中した。皮肉な事に、この歌は後にサッカーファンによって口ずさまれ、そして再びリリースされて大成功を収め、イギリスの国民的ポピュラーソングの一つとなった。この映画を冒涜と見る人々もいたが、大多数の人々は、もっとこの映画を楽天的に、またブライアンの人生がこの世での人生をうまくまとめあげている、と見た。
初めはイギリスで公開されたが、いくつかの町では町議会によって公開が禁止された。しかし、この映画を見たい人は公開が禁止されていない町に行ったため、このことは有効な手段とはいえなかった。IMDb（外部リンク参照）によると、この映画はノルウェーでは一年、アイルランドでは八年ほど公開が禁止された（ノルウェーの隣国スウェーデンでは「この映画は面白すぎるがためにノルウェーで公開禁止されたのだ!」と宣伝された）。またイタリアでは1990年まで公開されなかった。映画が作られてから実に11年後のことであった。
またエリック・アイドルによる即席のコメントに対しても、この映画が冒涜だとする抗議は行われた。彼は次のパイソンズの作品のタイトルは何かと聞かれ、『イエス・キリスト：栄光への欲望』と答えた。しかし、このアイデアはただ単に、これからについて思い巡らせた時の昔のものであり、イエスの人生のパロディはうまく作れないだろうと結論付けられ却下された、とその後報じられた。その後、批判の焦点はほぼ同時期に生まれた別個の個人に向けられ（多くの抗議者たちは、イエスがブライアンとは別に映画内で現れた事を理解していない）、そして伝説は生まれた。イエスが映画内で現れた時（馬小屋の場面とその後「幸福についての説教（Beatitudes）（『マタイによる福音書』 5: 1-48）」を話している時）は、イエスは本当に真摯に演じられている。つまりコメディとしてのこの映画は、群衆の一部がイエスの言っている言葉「祝福されるは平和を創る者であり…」を聞き間違えた所から始まるのである。イエス・キリストがブライアンとは別に現れたこと、そしてはりつけの刑がローマ時代に比較的よく使われていたことを考慮すれば、ブライアンがキリストに例えられているという非難は的外れであるとわかる。
メアリー・ホワイトハウス（Mary Whitehouse）とほかの運動家はリーフレット配布により反対を表明し、またこの映画を上映している映画館を柵で囲んだが、このことは皮肉にも観客を増やす結果となった。リーフレットは、「東方の三賢者は馬小屋を間違えなかった（映画では彼らは間違えてブライアンが生まれた馬小屋に入ってしまう）」などということを主張していた。その他のこのような意見は書籍『Monty Python: The Case Against』に納められている。モンティパイソンのメンバーのうち二人はこの映画についての議論の場にも現れたが、落ち着いた議論にはならず、それどころか抗議が激しくなったと噂された（これは後にBBCのテレビ番組『Not the Nine O'Clock News』で「ライフ・オブ・パイソン」スケッチとして面白おかしく真似された）。
ブライアニズムは基本的に個人的人間主義の教義である：
- ブライアン（彼を賛美する群衆に向かって）：君たちはみんな個人個人なんだ。君たちはそれぞれ自分達のためにやりなよ!君たちはみんなそれぞれ違う人間なんだ!
- 群衆（みんなで一斉に）：そうです!私たちはそれぞれ違う人間、個人個人です!
- 群衆の中の一人：いや、わしは…。
- 群集：シーーーッ!

映画ではモンティパイソンのメンバーはそれぞれ何度も違う役で出てきて、またカメオ出演にはスパイク・ミリガン（この映画がチュニジアで撮られた時たまたま休暇で来ていた）とジョージ・ハリスン（映画のもともとのスポンサーが、この映画の内容に難色を示しスポンサーを辞めたとき、ジョージ・ハリスンはハンドメイド・フィルムズを設立し、資金提供を手助けした）がいる。

## その他
- 2004年3月24日に、CNNは映画の配給元のRainbow Film Companyがアメリカの他の都市で配給される前に、ロサンゼルスとニューヨークで2004年4月下旬までに『ライフ・オブ・ブライアン』を再び公開すると報じた。これはメル・ギブソンの映画『パッション』が公開されたことの直接的な反応であると報じられた。その際にはパッションの解毒剤と評された。
- 日本でのDVDは、2008年5月21日にソニー・ピクチャーズより『モンティ・パイソン・アンド・ホーリー・グレイル』（再発）と共に発売された（それ以前にはキングレコードからVHS、ビームエンタテイメントからVHS/LDが販売されていた）。現在はBlu-rayも発売されている。なおDVD以降のソフトでは吹替版音声の一部が欠損している。
- 本作を元に、コメディ・オラトリオ『ノット・ザ・メシア』 (Not the Messiah (He's a Very Naughty Boy)) や本作を巡るドタバタの顛末を描いたドラマ『Holy Flying Circus』が製作された。

## スタッフ・キャスト
- 脚本・主演、日本語吹替え：
  - グレアム・チャップマン （ブライアンなど3役）：山田康雄
  - ジョン・クリーズ （レッジ、百人隊長など6役）：納谷悟朗
  - テリー・ギリアム （看守など5役）：古川登志夫
  - エリック・アイドル （Mr.チーキー、オットーなど8役）：広川太一郎
  - テリー・ジョーンズ （マンディなど5役）：飯塚昭三
  - マイケル・ペイリン （ピラト総督、囚人ベンなど10役）：青野武
- その他キャスト
  - スー・ジョーンズ=デイヴィス （ジュディス）：増山江威子
  - チャールズ・マッケオン （5役）
  - グウェン・テイラー （3役）
  - バーナード・マッケンナ （2役）
  - テレンス・ベイラー （2役）
  - クリス・ランガム （2役）
  - キャロル・クリーヴランド （2役）
  - ニール・イネス （サマリア人）
  - ジョン・ヤング （マティアス）：北村弘一
  - ケネス・コリー （イエス・キリスト）：藤村俊二
  - スパイク・ミリガン （カメオ出演）
  - ジョージ・ハリスン （カメオ出演、クレジットなし）
- 執行プロデューサー：ジョージ・ハリスン、デニス・オブライアン
- デザイン：テリー・ギリアム
- 監督：テリー・ジョーンズ
- 音声：モノラル
- 興行：Columbia Tristar